# Kyoto-protocol

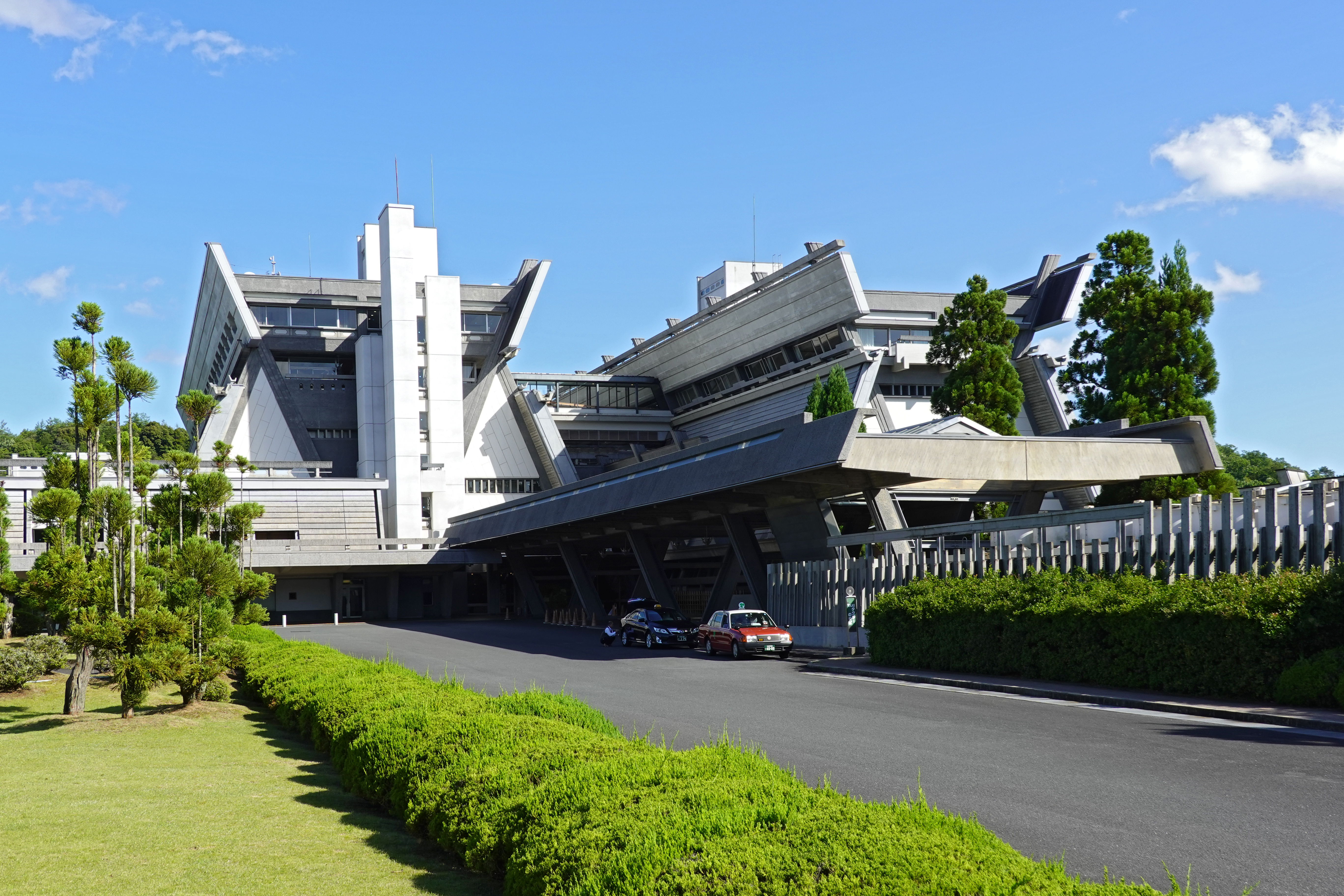
Internationaal congrescentrum van Kyoto

Het Protocol van Kyoto of Verdrag van Kyoto werd in 1997 opgesteld in de Japanse stad Kyoto en regelt de vermindering van de uitstoot van broeikasgassen. Het was een protocol onder het Klimaatverdrag, en verstreek op 31 december 2020.

## Inhoud
Met het verdrag zijn industrielanden overeengekomen om de uitstoot van broeikasgassen – onder andere koolstofdioxide (CO2), methaan (CH4), lachgas (N2O) en een aantal fluorverbindingen (HFK's, PFK's en zwavelhexafluoride (SF6)) – in 2008-2012 (ondertussen verlengd tot 2020) met gemiddeld 5,2% te verminderen ten opzichte van het niveau in 1990. De reductiepercentages verschillen van land tot land, naarmate economische kracht – economisch zwakkere landen krijgen lagere reductiepercentages – en huidige uitstoot (en ook wat bereidwilligheid). De VS moet 7% inboeten, Japan 6% en de Europese Unie 8%. De EU heeft vervolgens de emissiereducties per lidstaat bepaald, in overleg met die lidstaten. De percentages lopen ver uiteen: Luxemburg moet zijn uitstoot met 28% verminderen terwijl Portugal zijn uitstoot met 27% mag laten stijgen. Nederland moet 6% minder uitstoten, België 7,5%. In december 2009 is in Kopenhagen de Conference of Parties van het Klimaatverdrag geweest. Hier hadden afspraken gemaakt moeten worden over emissiereducties na 2012. Deze conferentie is echter op niets uitgelopen, en er is geen nieuw verdrag gesloten.
In het Protocol van Kyoto werd vastgelegd dat de deelnemende landen ook een deel van hun reductie mogen omzetten in maatregelen in het buitenland, sommige milieugunstige maatregelen zijn daar goedkoper te realiseren dan in eigen land. Ook kunnen landen emissierechten (uitstootrechten) van andere landen kopen, om zo reductietekorten (en dus een overtreding van het verdrag) te vermijden. De bossen in eigen land kan men ook laten meetellen als reductie.
Het verdrag trad in werking toen de parlementen van 55 landen, die samen 55 procent van de uitstoot van broeikasgassen veroorzaken, het hadden bekrachtigd.
De Europese Unie, toen bestaande uit 15 landen, heeft het Verdrag begin 2002 bekrachtigd. Daarmee waren nog 40 handtekeningen nodig. De VS echter hebben het overeengekomen verdrag niet geratificeerd. Oud-president George W. Bush en de Amerikaanse Senaat vreesden voor schade aan de Amerikaanse economie. In de VS proberen verscheidene staten, waaronder de bevolkingsrijke staat Californië, wel iets te doen om de uitstoot te verminderen.
Rusland, dat oorspronkelijk geïnteresseerd was, heeft lang getwijfeld over ratificatie (bekrachtiging) van het verdrag. Op 30 september 2004 werd een voorstel voor ratificatie naar de Doema, het Russische parlement, gestuurd. Op 23 oktober 2004 werd het verdrag ook in Rusland goedgekeurd. Omdat hiermee een meerderheid van de landen het verdrag heeft geratificeerd treedt het wereldwijd in werking, 7 jaar na de overeenkomst in Kyoto. De Russische goedkeuring aan het verdrag is niet zomaar gekomen: de EU heeft beloofd om de Russische wens om toe te treden tot de Wereldhandelsorganisatie te steunen.
In navolging van de VS had Australië onder de regering-John Howard besloten het protocol niet te tekenen. De in november 2007 gekozen premier Kevin Rudd had echter al tijdens de verkiezingscampagne toegezegd dat Australië wel zou ratificeren, en heeft op 3 december, enkele uren na zijn aantreden, het protocol ondertekend.
Op 16 februari 2005 om 05:00 GMT (90 dagen na de ratificatie door Rusland) is het Protocol van Kyoto officieel in werking getreden. Op de dag van inwerkingtreding zijn wetenschappers al van mening dat de doelstelling onvoldoende is, en wordt er gesproken over het Post-Kyoto-protocol. De Verenigde Naties hebben een forum van internationale wetenschappers ingesteld, het IPCC, om de stand van de huidige wetenschap en de risico's inzake klimaatverandering te evalueren (Zie externe link). Het IPCC doet zelf geen onderzoek, maar evalueert onderzoek dat is gepubliceerd in aan collegiale toetsing onderworpen wetenschappelijke tijdschriften.

## Ecologische en economische consequenties
Het is pas sedert de Akkoorden van Bonn en Marrakech, die de weg hebben geëffend voor de ratificatie van het Protocol van Kyoto, dat het interne beleid van de Europese Unie naar een “hoge versnelling” is overgeschakeld, in die zin dat er pas vanaf dan communautaire wetgevende maatregelen aan de orde zijn die betekenisvolle juridische en economische gevolgen hebben. Opvallend is dat deze maatregelen zich beperken tot een verhoging van de emissiereductie in de volgende verbintenisperiode wanneer de reductie van de voorafgaande periode niet werd nageleefd. Wanneer deze verhoogde reductie op zijn beurt niet wordt nageleefd wordt dit niet gesanctioneerd.
De flexibele mechanismen stellen de industrielanden in staat de financiële consequenties van hun uitstootbeperkingen te beperken door kostenefficiënt te opereren. De marginale kosten voor emissiereductie zijn namelijk vele malen hoger in de geïndustrialiseerde landen dan in ontwikkelingslanden. De vrees bestaat wel bij milieuorganisaties dat, mede vanwege het ontbreken van doelstellingen voor ná 2012 (post-Kyoto), het verdrag in de praktijk verwordt tot een bureaucratisch doorschuifsysteem. Enkele menen dat het verdrag niet dwingend genoeg is en zowel particulieren als de industrie niet voldoende aanzet tot de noodzakelijk geachte verandering in het consumptiepatroon.

### Clean Development Mechanism
De gedachte is dat via de projectgebonden mechanismen (Clean Development Mechanism (CDM) en Joint Implementation (JI)), kennis en kapitaal richting ontwikkelingslanden en voormalige Sovjetstaten gaat. Het CDM met name oogst echter veel kritiek. Zo zouden CDM-projecten zich in een beperkt aantal sectoren en landen concentreren en met name Afrika niet ten goede komen. Om dat probleem te verhelpen lanceerde VN-baas Kofi Annan bij de twaalfde klimaatconferentie in Nairobi het zogeheten 'Nairobi Framework' dat ontwikkelingslanden moet helpen deel te nemen aan CDM-projecten. Nederland is overigens een voorloper op het gebied van CDM-projecten; zo wordt nu 36% daarvan vanuit dat raamwerk gefinancierd.
In het Ontwikkelingscomité van de OESO (DAC) wordt een discussie gevoerd of de “Clean Development Mechanism”-projecten al dan niet aangerekend kunnen worden als ontwikkelingshulp. Men stelt er dat duurzame ontwikkeling een goede zaak is als hoofddoel van bijvoorbeeld de Belgische ontwikkelingssamenwerking, en dat leefmilieu een belangrijk aandachtspunt is, maar dat dit niet kan betekenen dat de ontwikkelingssamenwerking geheroriënteerd wordt naar de inspanningen die België moet leveren om de doelstellingen van Kyoto te halen. De vraag moet steeds zijn wie de eigenlijke begunstigde van de maatregel is. Zowel ecologisch als economisch gezien vallen niet alle uitgaven die een mogelijk gunstig effect hebben op het zuiden samen met ontwikkelingssamenwerking. In tegenstelling tot het mechanisme van gezamenlijke uitvoering is het mechanisme voor schone ontwikkeling vanuit ecologisch standpunt niet geheel neutraal. Er zal immers geen overeenkomstige vermindering zijn van de aan een andere partij toegewezen hoeveelheid. In het Tijdschrift voor Milieurecht wordt zelfs de stelling geponeerd dat het onderwerp door zijn immense ambiguïteit niet voor gedetailleerde analyse vatbaar is.
Tegenwoordig wordt het overnemen van de milieulast, om de Kyotonorm te halen, in Europa mede geregeld door de mogelijkheid tot het afkopen van milieulasten door de aankoop van propere lucht in het buitenland. Er kan geïnvesteerd worden in buitenlandse milieuvervuilende bedrijven, waar milieuvriendelijke aanpassingen worden aangebracht. Voor relatief lage investeringskosten kunnen op deze wijze betere milieurendementen gehaald worden in vergelijking met investeringen in eigen land. Het gevaar schuilt in het afkopen van zuivere buitenlandse lucht zonder evenredige tegenprestatie. De Kyotonorm is een kortetermijnplan. Er zullen in de toekomst met hoge waarschijnlijkheid nog verdergaande maatregelen noodzakelijk zijn, zoals een doorgedreven individueel milieubewustzijn.

## Vervolg
In 2012 werd overeenstemming bereikt over een tweede verbintenisperiode om de overeenkomst te verlengen tot 2020, bekend als het Doha-amendement op het Kyotoprotocol, waarin 37 landen bindende doelstellingen opnamen.  Op de Klimaatconferentie van Parijs in december 2015 werd dan het Akkoord van Parijs gesloten, de opvolger van Kyoto.

## Extra artikelen
1. ↑  Protocol van Kyoto bij het Raamverdrag van de Verenigde Naties inzake klimaatverandering, Kyoto, 11-12-1997, Geldend van 16-02-2005 t/m heden, wetten.overheid.nl
2. ↑  Australië tekent Kyoto Protocol, NRC.nl, 3 december 2007. Gearchiveerd op 5 maart 2016.